# سيدريك نيكولاس-ترويان
سيدريك نيكولاس-ترويان هو مخرج أفلام فرنسي ولد في 9 مارس 1969 م،بدأ مسيرته الإخراجية في عام 2016 م بفيلم الصياد: حرب الشتاء.